# Microbotryum dumosum
Microbotryum dumosum är en svampart som först beskrevs av Vánky & Oberw., och fick sitt nu gällande namn av Vánky 1998. Microbotryum dumosum ingår i släktet Microbotryum och familjen Microbotryaceae.   Inga underarter finns listade i Catalogue of Life.